# Wiertalówka
Wiertalówka (1063 m) – szczyt w Beskidzie Żywiecko-Kisuckim należący do Grupy Wielkiej Raczy. Nie znajduje się jednak w jego głównym grzbiecie, lecz w bocznym, który odgałęzia się od Wielkiej Rycerzowej i poprzez Przełęcz pod Rycerzową, Małą Rycerzową, Wiertalówkę, przełęcz Kotarz, Kotarz i Muńczoł ciągnie się aż do doliny Soły w Ujsołach. Grzbiet ten oddziela dolinę potoku Danielka od doliny potoku Cicha.
Stoki Wiertalówki są porośnięte lasem, na szczycie jednak i na grzbiecie łączącym Wiertalówkę z Małą Rycerzową znajdują się polany. Wiertalówka znajduje się w granicach miejscowości Soblówka w województwie śląskim, w powiecie żywieckim, w gminie Ujsoły. W regionalizacji fizycznogeograficznej Polski według Jerzego Kondrackiego Grupa Wielkiej Raczy zaliczana jest do Beskidu Żywieckiego, w nowszej polskiej regionalizacji z 2018 roku do Beskidu Żywiecko-Kisuckiego.

## Szlaki turystyczne
Ujsoły – Muńczoł – Kotarz – przełęcz Kotarz – Wiertalówka – Mała Rycerzowa – Przełęcz pod Rycerzową.